# Motisma
Motisma est un Pokémon de la quatrième génération apparue dans Pokémon Diamant et Perle et Platine. Son double-type est unique, il ne possède ni évolution ni pré-évolution et il est asexué, mais peut néanmoins se reproduire avec Métamorph.

## Description
Son corps est constitué de plasma. Il cause de gros dégâts en passant à côté des appareils électroniques. 
Dans Platine, Motisma peut prendre plusieurs formes : Motisma Hélice', qui, comme son nom l'indique, ressemble à une hélice ; Motisma Froid, qui ressemble à un réfrigérateur ; Motisma Chaleur, qui ressemble à un four ; Motisma Tonte, qui ressemble à une tondeuse ; Motisma Lavage, qui ressemble à une machine à laver. Dans toutes ses formes (y compris la forme de base), Motisma a toujours une sorte de pointe sur la tête.
Pour pouvoir modifier la forme de Motisma, il faut l'objet Clé Secrète, disponible lors d'Événements Nintendo. Dans les versions noire et blanche de Pokémon, il peut changer de forme au centre commercial sur la route 9 dans une salle remplie de cartons. À chaque changement il peut apprendre une attaque du type correspondant : tempêteverte pour la tondeuse, lame d'air pour le ventilateur, blizzard pour le frigo, surchauffe pour le micro-ondes et hydrocanon pour la machine à laver.

## Apparitions

### Jeux vidéo
Motisma apparaît dans série de jeux vidéo Pokémon. D'abord en japonais, puis traduits en plusieurs autres langues, ces jeux ont été vendus à plus de 200 millions d'exemplaires à travers le monde.

### Série télévisée et films
La série télévisée Pokémon ainsi que les films sont des aventures séparées de la plupart des autres versions de Pokémon et mettent en scène Sacha en tant que personnage principal. Sacha et ses compagnons voyagent à travers le monde Pokémon en combattant d'autres dresseurs Pokémon.